# Dolar Zimbabwe

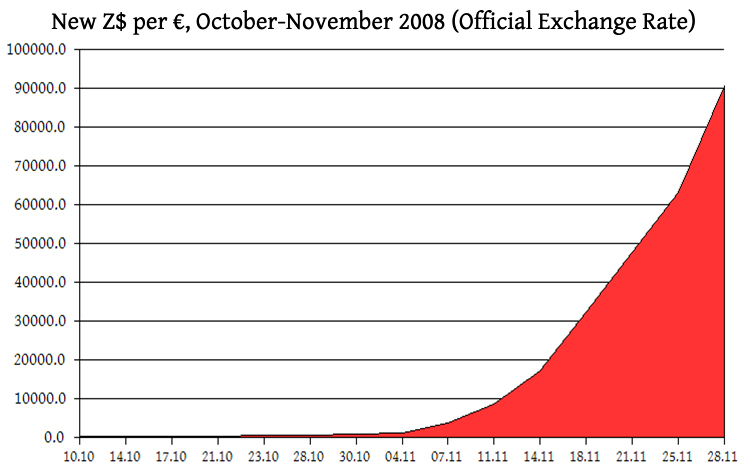
Hiperinflacja w 2008

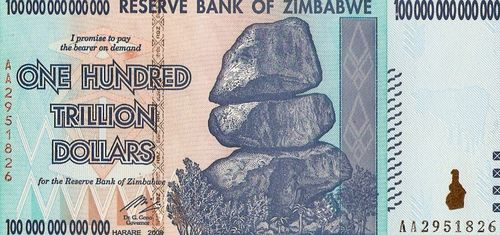
100 bilionów dolarów (awers, 2009)

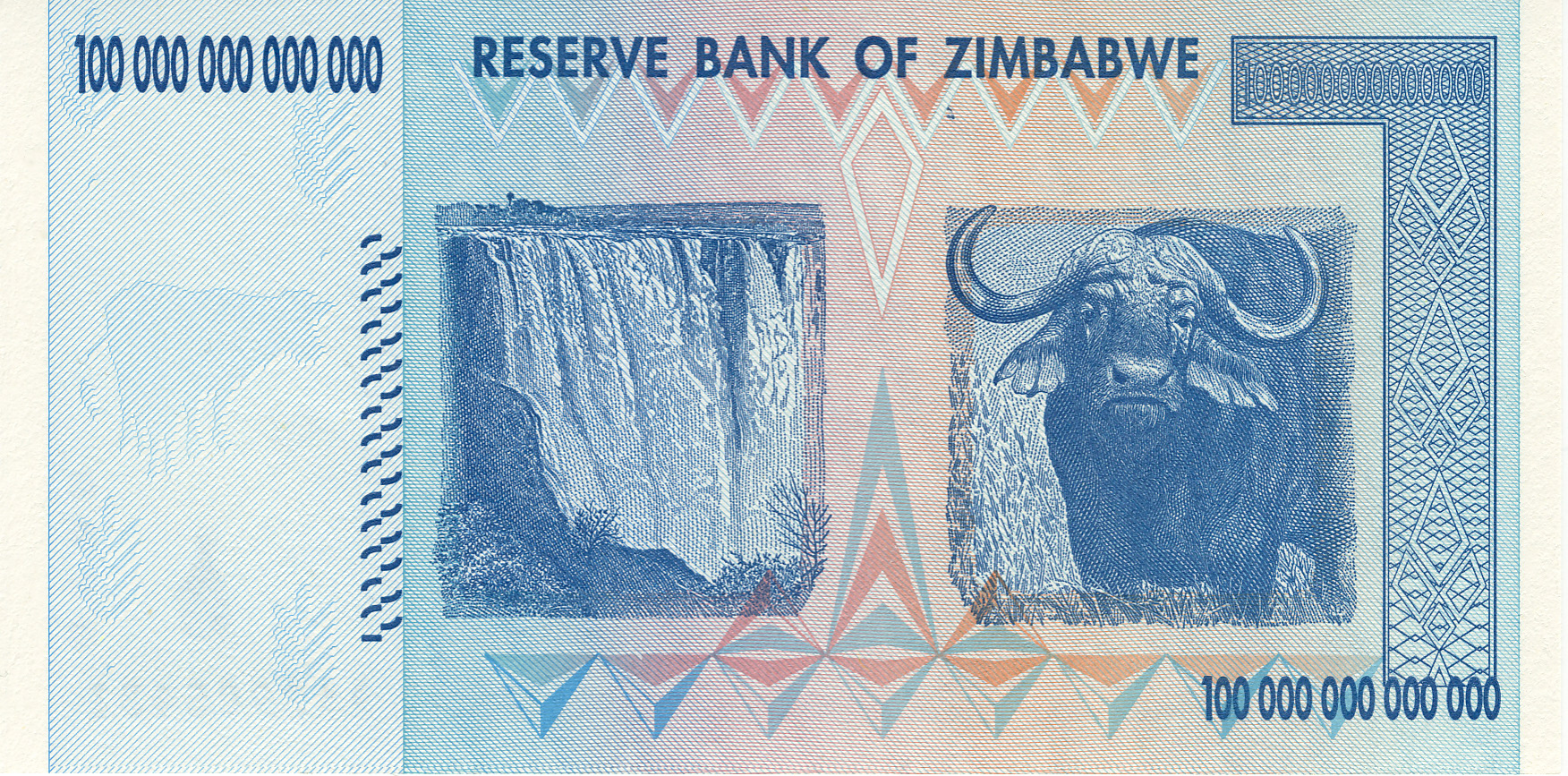
100 bilionów dolarów (rewers, 2009)

Dolar Zimbabwe – dawna jednostka walutowa Zimbabwe używana w latach 1980–2015 i 2019–2024. Kod walutowy według ISO 4217: ZWD. 1 dolar = 100 centów. Nowy kod waluty od około 30 lipca 2008 r., to: ZWR, przelicznik 1.
W 2019 Zimbabwe reaktywowało dolara zimbabweńskiego, z kodem ZWL.
Kryzys waluty rozpoczął się po 2000 roku, gdy rząd Zimbabwe podjął działania w celu siłowego przejęcia od Białych majątków ziemskich celem rozdania ich Czarnym, co doprowadziło do załamania eksportu płodów rolnych.
W 2006 r. przeprowadzono denominację o trzy rzędy wielkości (1 000 do 1). Prócz zwykłych banknotów znajdowały się w obiegu czeki na okaziciela (Bearer Cheque) wydawane na okres 1 roku przeznaczone wyłącznie dla zagranicznych turystów.
Ze względu na hiperinflację (w 2008 r. wynoszącą 231 milionów % w skali rocznej według oficjalnych źródeł, a 89 tryliardów (89×1021) procent według HHIZ) kolejne nominały banknotów traciły swoją jakąkolwiek wartość i były zastępowane nominałami wyższymi, np. w połowie maja 2008 r. 1 dolar amerykański wart był 250 000 000 dolarów Zimbabwe, a do obiegu wprowadzono banknot o nominale 500 000 000 dolarów, pod koniec czerwca według kursu banku centralnego 1 dolar amerykański wart był ponad 10 000 000 000 dolarów Zimbabwe, a według kursu rynkowego 40 000 000 000 dolarów Zimbabwe (ówczesny banknot o najwyższym nominale) wart był ok. 3 polskich groszy; pod koniec lipca do obiegu wszedł banknot 100 miliardów dolarów Zimbabwe (31 lipca według kursu oficjalnego za dolara amerykańskiego płacono niemal 70 mld dolarów Zimbabwe, a według kursu rynkowego 510 mld).
1 sierpnia 2008 r. przeprowadzono denominację w stosunku 10 000 000 000:1, aby ograniczyć skutki hiperinflacji. Wprowadzono banknoty o wartości od 1 do 500 dolarów. Ze względu na brak realnych działań mających na celu polepszenie sytuacji gospodarczej hiperinflacja trwała nadal. Dalsze nominały pojawiały się odpowiednio:
| Data        | Nominał              | Źródło |
| ----------- | -------------------- | ------ |
| 17 IX 2008  | 1 000$               |        |
| 29 IX 2008  | 10 000$              |        |
| 29 IX 2008  | 20 000$              |        |
| 13 X 2008   | 50 000$              |        |
| 5 XI 2008   | 100 000$             |        |
| 5 XI 2008   | 500 000$             |        |
| 5 XI 2008   | 1 000 000$           |        |
| 2 XII 2008  | 10 000 000$          |        |
| 4 XII 2008  | 50 000 000$          |        |
| 4 XII 2008  | 100 000 000$         |        |
| 12 XII 2008 | 200 000 000$         |        |
| 12 XII 2008 | 500 000 000$         |        |
| 19 XII 2008 | 1 000 000 000$       |        |
| 19 XII 2008 | 5 000 000 000$       |        |
| 19 XII 2008 | 10 000 000 000$      | [ 5 ]  |
| 12 I 2009   | 20 000 000 000$      |        |
| 12 I 2009   | 50 000 000 000$      | [ 6 ]  |
| 16 I 2009   | 10 000 000 000 000$  | [ 7 ]  |
| 16 I 2009   | 20 000 000 000 000$  |        |
| 16 I 2009   | 50 000 000 000 000$  |        |
| 16 I 2009   | 100 000 000 000 000$ | [ 8 ]  |

2 lutego 2009 r. dokonano kolejnej denominacji, tym razem w stosunku 1 000 000 000 000:1. Wprowadzono wówczas do obiegu banknoty o nominałach: $1, $5, $10, $20, $50, $100, $500.
Od 2009 roku faktycznym środkiem płatniczym w Zimbabwe był dolar amerykański, ale nie powstrzymało to gwałtownego wzrostu inflacji, gdyż z powodu braku dolarów amerykańskich zaczęto emitować bony wymienialne na dolara. Oficjalnie bony były wymienialne w stosunku 1:1, jednak ich rynkowa wartość zaczęła szybko rosnąć. W efekcie od 15 czerwca do 30 września 2015 roku Zimbabwe przeprowadziło operację wycofania z użycia wszystkich miejscowych środków płatniczych, które po tym dniu przestały być legalnym środkiem płatniczym i zostały oficjalnie zastąpione ośmioma walutami obcymi. W 2019 r. ogłoszono zakaz obrotu walutami zagranicznymi i wprowadzono na powrót do obiegu dolara zimbabweńskiego, który pozostał w obiegu do 2024 r., gdy wprowadzono do obiegu opartą na złocie walutę o nazwie Zimbabwe Gold.